# ماندلا اگبو
ماندلا اگبو (انگلیسی: Mandela Egbo؛ زادهٔ ۱۷ اوت ۱۹۹۷) بازیکن فوتبال اهل بریتانیا است.
از باشگاه‌هایی که در آن بازی کرده‌است می‌توان به باشگاه فوتبال نیویورک رد بولز، باشگاه فوتبال دارمشتات ۹۸، و باشگاه فوتبال بروسیا مونشن‌گلادباخ اشاره کرد.
وی همچنین در تیم‌های ملی فوتبال England national under-16 football team، زیر ۱۷ سال انگلستان، و زیر ۱۸ سال انگلستان بازی کرده‌است.